# John K. Valentine
John Kalbach Valentine (* 3. Februar 1904 in Oskaloosa, Iowa; † 12. Oktober 1950 in Centerville, Appanoose County, Iowa) war ein US-amerikanischer Politiker. Zwischen 1937 und 1939 war er Vizegouverneur des Bundesstaates Iowa.

## Werdegang
Im Jahr 1922 absolvierte John Valentine die Centerville High School. Danach studierte er an der University of Wisconsin–Madison. Nach einem anschließenden Jurastudium an der University of Iowa und seiner 1929 erfolgten Zulassung als Rechtsanwalt begann er in der Kanzlei seines Vaters in Centerville in diesem Beruf zu arbeiten. Politisch schloss er sich der Demokratischen Partei an. Zwischen 1933 und 1935 saß er im Senat von Iowa.
1936 wurde Valentine an der Seite von Nelson G. Kraschel zum Vizegouverneur von Iowa gewählt. Dieses Amt bekleidete er zwischen 1937 und 1939. Dabei war er Stellvertreter des Gouverneurs und Vorsitzender des Staatssenats. Im Jahr 1938 wurde er nicht wiedergewählt. Zwischen 1939 und 1940 war er Bundesstaatsanwalt für den südlichen Distrikt von Iowa. 1940 scheiterte seine Kandidatur für das Amt des Gouverneurs seines Staates. Während des Zweiten Weltkrieges diente er in der United States Navy. John Valentine war in verschiedenen Positionen für die Iowa Southern Utilities Company tätig. Im Jahr 1948 wurde er deren Vizepräsident. Er starb am 12. Oktober 1950 in Centerville, wo er auch beigesetzt wurde.